# Philipp von Bayern

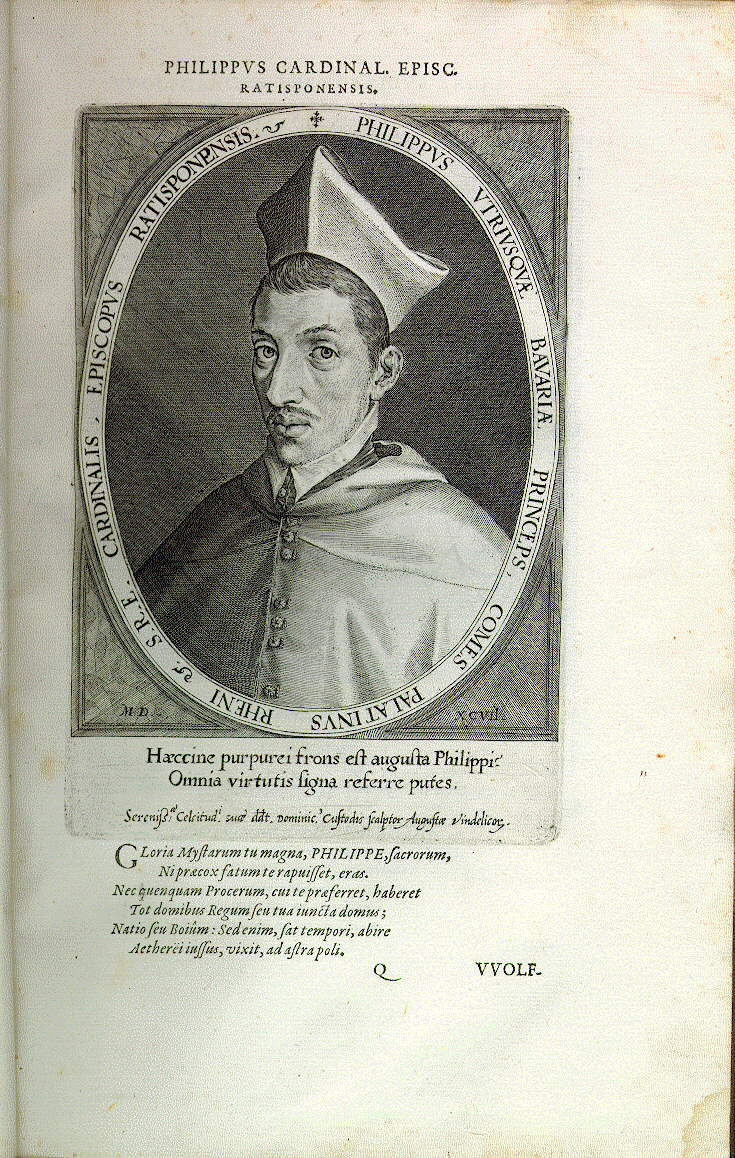
Philipp von Bayern

Philipp Wilhelm von Bayern (* 9./22. September 1576 in München; † 21./18. Mai 1598 in Dachau) wurde im Alter von drei Jahren Bischof von Regensburg und zwei Jahre vor seinem frühen Tod zum Kardinaldiakon erhoben. Ein großes Grabdenkmal findet sich im Regensburger Dom

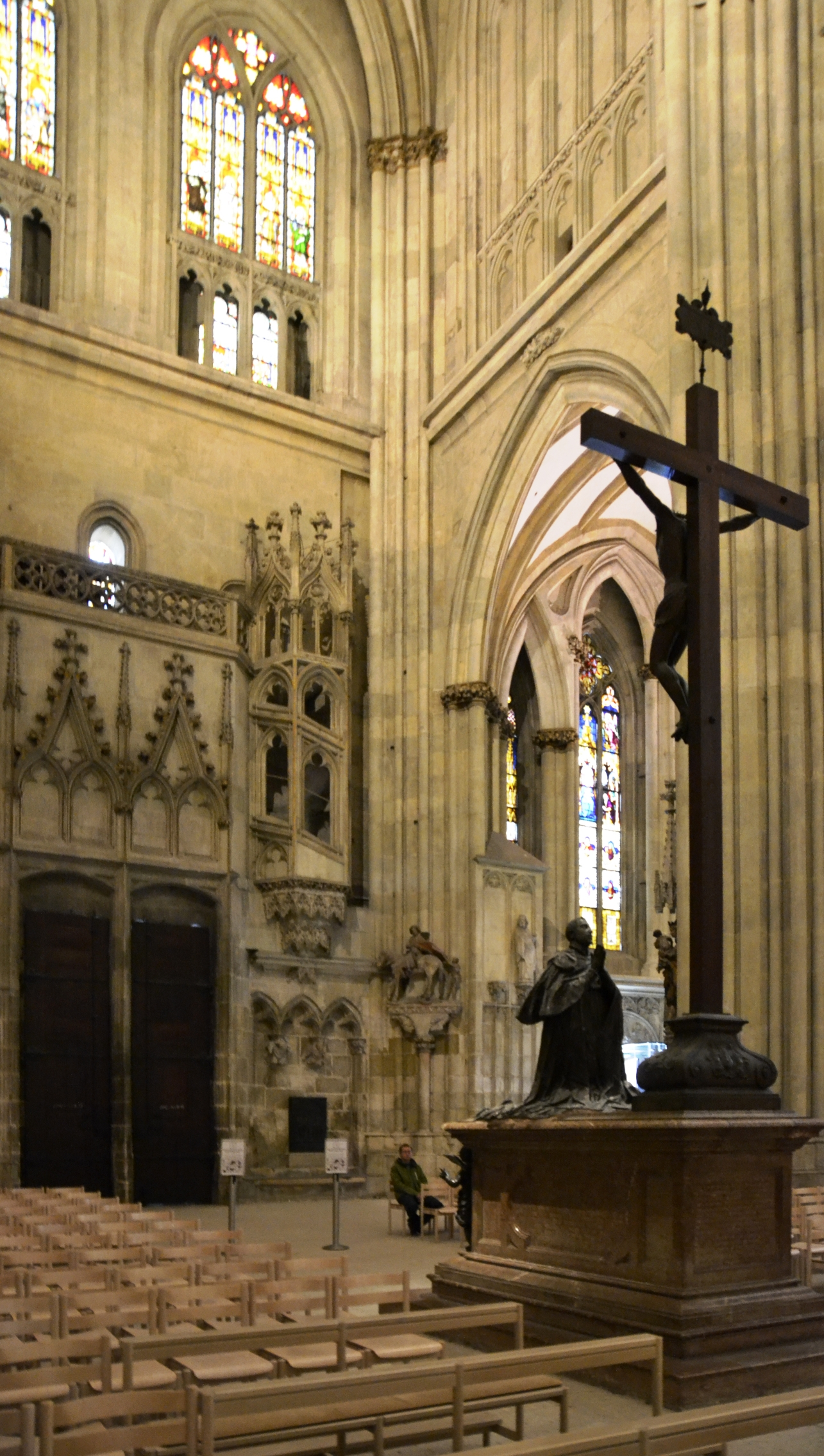
Grabdenkmal
im Regensburger Dom

## Leben
Der Sohn von Herzog Wilhelm V. der Fromme und Renata von Lothringen studierte gemeinsam mit seinem jüngeren Bruder Ferdinand, dem späteren Kurfürsten von Köln, Theologie und Philosophie an der Universität in Ingolstadt. Er erhielt als Einkommen Ämter als Kanoniker und Stiftherr in Köln, Mainz, Salzburg und Trier. Bereits als Dreijähriger war er 1579 zum Spielball der väterlichen Reichskirchenpolitik geworden und vom Regensburger Domkapitel zum Fürstbischof von Regensburg gewählt worden. Mit der Wahl Philipps erhoffte man sich eine stärkere Bindung des hochverschuldeten Hochstifts an das bayerische Herzogtum und bessere Möglichkeiten, sich der protestantischen Kräfte der Stadt Regensburg zu erwehren. Papst Gregor XIII. bestätigte die Wahl 1580. Stellvertretend für den minderjährigen Philipp wurde Felizian Ninguarda sein Statthalter, der das Amt 1582 an den böhmischen Baron Zbinko Berka abgab. Das Verhältnis zwischen Domkapitel und Herzog Wilhelm V., der das Bistum Regensburg selbst wie ein Bischof führen wollte, entwickelte sich aber sehr gespannt. 1586  gab Zbinko 1586 die Administration an den tridentinisch gesinnten Kanoniker Jakob Miller ab. Ab etwa 1590 war der Speyerer Domherr Adolph Wolff von Metternich (1553–1619) der geistliche Erzieher und Mentor des minderjährigen Bischofs. Am 18. Dezember 1596 wurde Philipp durch Papst Clemens VIII. zum Kardinaldiakon erhoben, wohl weniger wegen seiner Verdienste, sondern um das Haus Wittelsbach und das Herzogtum Bayern in den Auseinandersetzungen mit den Protestanten zu stärken. Nur zwei Jahre später starb der Kardinaldiakon-Bischof im Alter von 22 Jahren. Über Todesumstände, Ablauf der Trauerfeierlichkeiten und Umstände der Bestattung gibt es keine Berichte. Die Bestattung erfolgte in der Münchner Frauenkirche. Dort erinnern zwei Tafeln am Eingang der Gruft an die verstorbenen Wittelsbacher.
Ein Grabdenkmal von beachtlichen Ausmaßen und 7 m Höhe (mit Kreuz) aus Marmor, Bronze und Holz findet sich im Regensburger Dom. Es zeigt den Verstorbenen kniend vor einem Kruzifix auf einem mit Wappen und Inschriften geschmückten Sockel. Auftraggeber für den Bau des Denkmals waren nicht die beim Tod ihres Sohnes noch lebenden Eltern, sondern laut Inschrift der ältere Bruder und spätere Kurfürst Maximilian I. (Bayern), dem sein Vater bereits 1596 die Herrschaft übergeben hatte. Planung, Ausführung und Aufstellung des Denkmals, das ein allseits freistehendes Grabdenkmal ist und als „Freigrab“ bezeichnet werden kann, zog sich über mehrere Jahre hin. Als Erschaffer der Kardinalsfigur kommen Hans Krumpper oder Hubert Gerhard in Frage. Ende 1611 wurde das Monument per Schiff über Isar und Donau nach Regensburg verschifft. Die zunächst geplante elitäre Aufstellungsort im Domchor zwischen den Sitzreihen des Domkapitels  wurde wegen der Größe des Denkmals abgelehnt. Man wählte in längeren Auseinandersetzungen mit dem machtbewussten Herzog Maximilian I. einen Platz im Langhaus, der auch noch heute umstritten bleibt.